# Nüenchamm
Le Nüenchamm est une montagne des Alpes glaronaises située dans la commune de Filzbach dans le canton de Glaris en Suisse. Elle se trouve à l'ouest du Mürtschenstock (en), entre la vallée de la rivière Linth et la vallée du lac Talalpsee (en).